# Paul Winter
Paul Winter (Altoona, de Pensilvania, 31 de agosto de 1939) es un músico estadounidense especializado en el saxofón soprano; también toca el alto. También es compositor musical, ha dirigido varias exitosas bandas musicales.

## Biografía
Fue pionero de la llamada música mundial, y fundó su propio sello de discos, llamado Living Music. Además, es también un destacado activista ecológico incluyendo en sus disco sonidos de la naturaleza y de animales, como ballenas.

### Brasil
A mediados de los años 60, Brasil se convirtió en su nuevo hogar. Fuertemente influenciado por los ritmos de Brasil, grabaría importantes discos como The Sound of Ipanema (con Carlos Lyra), Jazz meets Bossa nova y Rio.

### Colaboraciones
A lo largo de su extensa carrera musical, Paul Winter ha colaborado con muchos destacados músicos, especialmente de jazz y world music como Glen Vélez, Paul Halley, David Darling, Paul McCandless, Ralph Towner, Glen Moore, Collin Walcott, Nancy Rumbel, Jim Scott, Rhonda Larson, Russ Landau, Eugene Friesen, Susan Osborn, Arto Tuncboyaciyan, Paul Sullivan, Mickey Hart, Oscar Castro-Neves, Nóirín Ní Riain, Jordan Rudess, Davy Spillane entre otros que ahora graban también para el sello Living Music. Los músicos McCandless, Towner, Moore, y Walcott formarían luego el grupo Oregón.

## Premios y reconocimientos
En reconocimiento a su carrera musical y a su tarea de concienciación ecológica y defensa de los animales ha recibido varios premios, entre otros los siguientes:
- Ha ganado seis "Premios Grammy".[5]
- Paul Winter recibió el premio "Courage of Conscience Award" otorgado por Peace Abbey en Sherborn, MA en octubre de 1991.[6]
- Global 500 Award de las Naciones Unidas.
- "Joseph Wood Krutch Medal" por el servicio a los animales de la United States Humane Society.

## Discografía

### Solista líder
- Canyon Lullaby (1997)
- Prayer for the Wild Things (1994) - (Grammy award)
- Solstice Live! (1993)
- Earth: Voices of a Planet (1990)
- Earthbeat (1987)
- Winter Song (1986)
- Canyon (1985)
- Sun Singer (1983)
- Missa Gaia/Earth Mass (1982)
- Callings (1980)
- Common Ground (1978, A&M Records)

### Colaboraciones
- Celtic Solstice, Paul Winter and Friends (1999, Living Music) - (Grammy award)
- Brazilian Days, with Oscar Castro-Neves (1998)
- Whales Alive, with Paul Halley (1987)
- Rio, with Luiz Bonfa, Roberto Menescal, and Luíz Eça (1965, Columbia)
- The Sound of Ipanema, with Carlos Lyra (1964)

### Con The Earth Band
- Journey with the Sun (2000, Living Music)

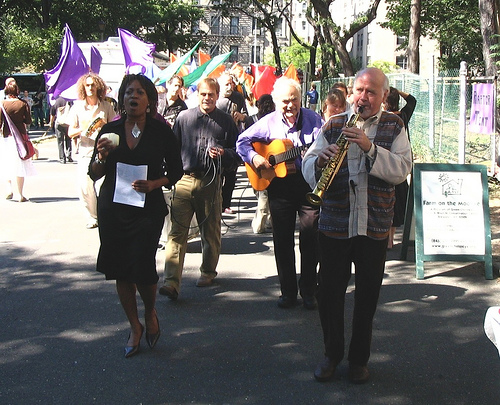
The Paul Winter Consort Saliendo de la Catedral de Saint John the Divine, New York

### Con elPaul Winter Consort
- Crestone (2007) - (Grammy Award)
- Silver Solstice (2005) - (Grammy Award)
- Spanish Angel (1993) - (Grammy Award)
- Turtle Island, with Gary Synder (1991)
- The Man Who Planted Trees (1990)
- Wolf Eyes [compilation] (1989)
- Concert for the Earth (1985)

### El primerPaul Winter Consort
- Icarus (1972, Epic; reissued by Living Music 1984)
- Road (1970, A&M; reissued 1989)
- Something in the Wind (1969, A&M)
- The Winter Consort (1968, A&M)
- Earthdance (1977, A&M - compilation of material from the three A&M Consort álbumes)

### En Brasil
- The Sound of Ipanema, with Carlos Lyra (1964, Columbia)
- Rio (1964, Columbia)

### Con el Paul Winter Sextet
- Jazz Meets the Folk Song (1963, Columbia)
- New Jazz on Campus (1963, Columbia)
- Jazz Premiere: Washington (1963, Columbia)
- Jazz Meets the Bossa Nova (1962, Columbia)
- The Paul Winter Sextet (1961, Columbia)

## Filmografía
- Canyon Consort (1985).